# Zabitek
Zabitek [pronunciación en polaco: /zaˈbitɛk/] es un pueblo ubicado en el distrito administrativo de Gmina Siedliszcze, dentro del Condado de Chełm, Voivodato de Lublin, en Polonia oriental. Se encuentra aproximadamente a 5 kilómetros al noreste de Siedliszcze, a 21 kilómetros al noroeste de Chełm, y a 45 kilómetros al este de la capital regional Lublin.